# ناباکسرا
ناباکسرا (به اسپانیایی: Navaquesera) دهستانی در استان آبیلای اسپانیا است.
بر اساس آمارگیری که در سال ۲۰۰۶ میلادی توسط درگاه ملی آمار اسپانیا انجام شده است در این دهستان ۳۸ نفر زندگی می‌کنند. مساحت این دهستان ۹٫۲۹ کیلومتر مربع است.